# Кемчуг
Ке́мчуг (в верховье Большой Кемчуг) — река в Красноярском крае России, правый приток Чулыма (бассейн Оби).

## География
Длина реки — 441 км. Площадь водосборного бассейна — 10 300 км².
Берёт начало на западной окраине Восточного Саяна. В низовьях течёт в широкой, местами заболоченной долине Чулымской равнины. В окрестностях русла растёт смешанный и лиственный, в основном берёзовый лес, кустарник. Пойма и берега реки покрыты зарослями травы и кустарников. Река богата рыбой. Объектами промысла являются в основном частиковые — щука, таймень, язь, окунь.

## Гидрология
Питание смешанное, с преобладанием снегового и дождевого. Среднегодовой расход воды — 60 м³/с. Река замерзает в октябре и остаётся под ледяным покровом до мая.

## Данные водного реестра
По данным государственного водного реестра России относится к Верхнеобскому бассейновому округу, водохозяйственный участок реки — Чулым от г. Ачинск до водомерного поста села Зырянское, речной подбассейн реки — Чулым. Речной бассейн реки — (Верхняя) Обь до впадения Иртыша.

## Притоки
(указано расстояние от устья)
- 7 км: пр. Берёзовая
- 12 км: пр. Тюхтет
- 42 км: пр. Катык
- 76 км: лв. Кытат (100 км)
- 79 км: пр. Каменка
- 106 км: лв. Суразовка (100 км)
- 121 км: лв. Никишкина (86 км)
- 127 км: пр. без названия
- 141 км: пр. Песчанка
- 145 км: лв. Репная
- 154 км: пр. Катух
- 161 км: пр. Боярка
- 174 км: пр. Малый Кемчуг (238 км)
- 205 км: лв. Кучугурская
- 216 км: пр. Большая Терехтюль (55 км)
- 219 км: лв. Осиновая
- 231 км: лв. Тайменка
- 243 км: лв. без названия
- 250 км: лв. Поганка
- 252 км: лв. Берёзовка
- 260 км: лв. Таловка
- 265 км: лв. Коровья
- 266 км: лв. без названия
- 281 км: пр. Большой Ибрюль
- 284 км: лв. Черёмушка
- 290 км: лв. Игинка
- 293 км: лв. Таловка
- 294 км: лв. Песчаная
- 299 км: лв. Берёзовая
- 301 км: лв. Большой Катух
- 316 км: лв. Берёзовка (Прудовая)
- 324 км: лв. Черёмушка
- 332 км: лв. Шарловка
- 342 км: пр. Жуковка
- 344 км: лв. Талка 1-я
- 364 км: лв. Большая Талка
- 365 км: лв. Берёзовая (Еловый Лог)
- 372 км: пр. Большой Кайдат
- 392 км: лв. Малый Кемчуг
- 394 км: пр. Сикитем
- 402 км: пр. Куб
- 418 км: лв. без названия
- 422 км: лв. без названия

## Галерея
- Кемчуг в конце XIX века
- Глинистые утёсы
- Затор